# Jan Josef Ignác Brentner
Jan Josef Ignác Brentner (gedoopt en ingeschreven als Johann Joseph Ignaz Brentner, met als varianten Brender, Prenter of: Brenntner, Tsjechische variant van later datum), Duits: Dobrzan, Tsjechisch: Dobřany bij Pilsen, Bohemen, 3 november 1689 – aldaar, 28 juni 1742) was een Boheems componist.

## Levensloop
Brentner werd geboren als het derde kind van een Patriciërs familie. Over zijn verder lot in de jeugd geeft het keen informatie. Maar uitsluitend uit het deel van het leven, dat hij in Praag was, is er wat bekend. Hij bewoonde een huis in de Malé Straně (Kleinseite) in Praag en componeerde begrafenis gezangen voor een geestelijke broederschap in der kerk van Svatý Mikuláš (Sint Nikolaas) of voor het concert door een klein ensemble. Hij heeft ook gewerkt in de kerk "Sint Franziskus Seraphikus" in de oude stad van Praag, die bij vakmensen bekend was als muzikaal centrum. Op deze plaats is de beschrijving treffend, die hij op een aria aangemerkt heeft: "Capellae Magistro virtuosissima" in de Praagse Kruisheren kerk Sint Franziskus. 
Vermoedelijk heeft hij tijdens zijn werk periode te Praag ook zijn composities bij de drukkerij Jiří Laboun drukken laten. De eerste verzameling van geestelijke aria's verscheen in 1716 Harmonica duodecatometria eclesiastica, op. 1. Met zijn twaalf-matige da-capo aria's, gecomponeerd op Latijnse teksten, van een toen nog onbekend componist, stelde hij zijn vakmanschap van de Italiaanse compositie-stijl onder bewijs. 
De tweede verzameling van werken vinden wij in Offerioria solenniora, op. 2 uit 1717. Dit werk werd van de componist opgedragen aan Raymund Wilfertovi in het "Premonstratenser klooster" van Teplá.
In 1725 werd in het klooster van de Benedictijnen in Rajhrad een muzikaal inventaris van de werken van Brentner aangelegd. Door de Jezuïeten missionaris, Pater Johannes Frantze, kwamen de geestelijke werken van Brentner zelfs naar Zuid-Amerika in het gebied van het huidige Bolivia. Er zijn verschillende afschriften van Brentners werken tot op de huidige dag, daar gearchiveerd.

## Composities

### Missen, oratoria en gewijde muziek
- 1716 Harmonica duodecatometria ecclesiastica, voor solisten, gemengd koor en orkest, op. 1
  1. Plaude exulta cor meum
  2. Hoste devicto
  3. Desidero te
  4. Quam suavis amor
  5. Aria "Vos coelitum favores"
  6. Aria XII
    1. Sonata
    2. Aria "O Deus, ego amo Te"
- 1717 Offertoria solenniora, voor solisten, gemengd koor en orkest, op. 2
  1. Ofertoria "Jubilate Deo"
  2. Perfice gressits meos Utnon commoveatur
  3. Laudate dominum
  4. Motetto pro defunctis „O Jesu mein“
  5. Benedicite gentes Dominum Deum
  6. Benedicite gentes Qui posuit Benedictus Dominus
  7. Gloria et honore coronasti eum Domine
  8. Motetto pro defunctis „Himmelssonne“
  9. Cantemus Domino
  10. Motetto pro defunctis „Jesu, du mein treus Hirt“
- 1720 Horae pomeridianae, voor solisten, gemengd koor en orkest, op. 4
  1. Concerto I. in g klein
    1. Largo
    2. Allegro
    3. Bourrée
    4. Capriccio. Presto

  2. Concerto II in d klein
    1. Adagio
    2. Allegro
    3. Largo
    4. Menuet

  3. Concerto III.
  4. Concerto IV. in G groot 
    1. Largo
    2. Allegro, Virgil Nocturnus - Der Nacht-Wächter
    3. Menuet

  5. Concerto V.
  6. Concerto VI. in c klein
    1. Largo
    2. Allegro
    3. Menuet
    4. Gigue